# Bufo pageoti
Bufo pageoti – gatunek płaza bezogonowego z rodziny ropuchowatych (Bufonidae).

## Systematyka
Niegdyś Bufo burmanus i B. pageoti uważano za osobne gatunki, jednakże zostały one zsynonimizowane przez Dubois oraz Ohlera w 1999.
Gatunek ten zalicza się do podrodzaju Bufo w obrębie rodzaju Bufo w rodzinie ropuchowatych (Bufonidae).

## Budowa
Długość samca od czubka pyska do naturalnego otworu ciała wynosi 45,2–64,7 mm.
Obecna jest pośrodkowa linia na grzbiecie.
Szerokość głowy przekracza jej długość. Nie można na niej dostrzec skrytej błony bębenkowej.
Jak inne ropuchowate, Bufo pageoti posiada parotydy, czyli gruczoły przyuszne. Przyjmują one u tego gatunku kształt trójkątny.
Palec pierwszy na przednich łapach nie dorównuje długością drugiemu.
Nie występuje struktura zwana po angielsku cephalic ridge.

## Rozmieszczenie geograficzne
Płaz żyje w Azji Południowo-Wschodniej (na terenie Wietnamu spotyka się go tylko na północnym skraju państwa, w Mjanmie występuje na zachodzie, jak i na północnym wschodzie państwa) oraz w skrajnie południowych Chinach (spotyka się go na terenie Gaoligong Shan w obrębie powiatów Tengchong, Baoshan i Lushui w prowincji Junnan).
Podejrzewa się jednak, że rzeczywisty zasięg występowania gatunku może być szerszy, niż to wynika z dotychczasowych obserwacji.

## Cykl życiowy
Płaz rozmnaża się w strumieniach.

## Ekologia
Zwierzę bytuje na wysokościach od 1900 do 2500 m nad poziomem morza.
Jego siedlisko stanowią górskie lasy. IUCN podaje przypuszczenie, że ten ropuchowaty może też zamieszkiwać pobliskie tereny użytkowane rolniczo.

## Status zagrożenia i ochrona
W Czerwonej księdze gatunków zagrożonych IUCN płaz ten od 2022 roku klasyfikowany jest jako gatunek najmniejszej troski (LC, ang. Least Concern); wcześniej, od 2004 roku uznawano go za gatunek bliski zagrożenia (NT, ang. Near Threatened).
Płaza spotyka się bardzo rzadko, a trend liczebności jego populacji nie jest znany. CITES nie obejmuje tej ropuchy.
Wspomniana wyżej organizacja IUCN jako główne zagrożenie dla tego płaza podaje utratę środowiska naturalnego w postaci niszczenia lasów w związku z poszerzaniem terenów rolniczych.
B. pageoti zamieszkuje pewne regiony chronione. Znajdują się one zarówno na terenie Mjanmy, jak i w Chinach (IUCN wymienia tu rezerwat Gaoligongshan).